# Cruiser Mk III
Крейсерський танк Модель 3 (англ. Tank Cruiser Mk III), A13 — британський крейсерський танк 1930-х років. Був розроблений в 1936–1937 роках на основі американського танка інженера Д. Крісті і став першим в лінійці британських крейсерських танків, що отримав підвіску його конструкції. В 1938–1939 роках було випущено 65 Mk III, але новий танк виявився вкрай ненадійним та володів масою інших недоліків, тому в масове виробництво запущений не був. Випущені машини обмежено використовувалися у Франції 1940 року і в Північній Африці 1941 року.